# Millettia micans
Millettia micans é uma espécie vegetal da família Fabaceae.
Apenas pode ser encontrada na Tanzânia.